# Remember My Name (singolo)
Remember My Name è un singolo del musicista britannico Sam Fender, pubblicato il 14 febbraio 2025.

## Video musicale
Il video musicale è stato diretto da Hector Dockrill.

## Tracce
1. Remember My Name – 3:02